# Ruby Sees All
Ruby Sees All – singiel zespołu Cake wydany w roku 1995, ostatni singiel z albumu "Motorcade of Generosity".

## Spis utworów
1. "Ruby Sees All" – 3:00